# Gansheim
Gansheim is een plaats in de Duitse gemeente Marxheim, deelstaat Beieren, en telt 360 inwoners (2010-1-31).